# سایه مهتاب
«سایهٔ مهتاب» (به انگلیسی: Moonlight Shadow) ترانه‌ای ساختهٔ مایک اولدفیلد موسیقی‌دان انگلیسی است. خوانندهٔ این قطعه مگی ریلی اسکاتلندی است که از دههٔ ۸۰ میلادی با اولدفیلد همکاری‌هایی داشته‌است. «سایهٔ مهتاب» در می ۱۹۸۳ با لیبل ویرجین، در قالب تک‌آهنگی از آلبوم بحران منتشر شد.

## محتوا
باوری وجود دارد مبنی براین‌که که شعر «سایهٔ مهتاب» به قتل جان لنون اشاره دارد. اما جزئیات موجود در متن ترانه با وقایع قتل لنون مطابقت ندارد. جان لنون دقایقی مانده به ساعت ۱۱ شب، چهار بار مورد اصابت گلوله قرار گرفت، در حالی که در این آهنگ، قتل در ساعت ۴ صبح و با شلیک ۶ گلوله اتفاق می‌افتد. شبی که مارک چَپمَن به لنون شلیک کرد (۸ دسامبر ۱۹۸۰) ماه نو در آسمان بود بنابراین مهتابی وجود نداشت. علاوه بر این‌که زمان اشاره شده در این ترانه، شنبه‌شب است حال آن‌که لنون در یک دوشنبه‌شب کشته شد. اولدفیلد در مصاحبه‌ای در سال ۱۹۹۵ دراین‌باره گفته‌است: نه واقعاً… ولی خوب، شاید! الان که به آن نگاه می‌کنم، شاید همین بوده‌است. من در همان شب وحشتناک، زمانی که او [لنون] مورد اصابت گلوله قرار گرفت وارد نیویورک شدم و محل اقامتم در خیابان پری، فقط چند بلوک از از محل قتل فاصله داشت، بنابراین احتمالاً ناخودآگاه من از آن رخداد تأثیر گرفته‌است. «سایهٔ مهتاب» را در اصل با الهام از فیلم هودینی با بازی تونی کرتیس نوشتم که آن را دوست می‌داشتم. در آن فیلم تلاشی معنوی برای ارتباط با روح هودینی پس از مرگش نشان داده می‌شود. این ترانه با تأثیر از آن فیلم نوشته شده اما ممکن است بسیاری چیزهای دیگر هم بدون اینکه من متوجه‌شان باشم در آن وارد شده باشند».

## فهرست قطعه‌ها

### نسخهٔ صفحهٔ ۷ اینچی
1. «سایهٔ مهتاب» - (۳:۳۷)
2. «مناسک بشری» - (۲:۲۱)

### نسخهٔ صفحهٔ ۱۲ اینچی
1. «سایهٔ مهتاب» (نسخهٔ طولانی) - (۵:۱۸)
2. «مناسک بشری» - (۲:۲۱)

### نسخهٔ ژرمن وینیل
1. «سایهٔ مهتاب» - (۳:۳۷)
2. «سایهٔ مهتاب» (نسخهٔ طولانی) - (۵:۱۸)
3. «مناسک بشری» - (۲:۲۱)
4. «به فرانسه» - (۴:۴۳)
5. «گاردنیای جنگلی» - (۲:۴۵)
6. «تارس ۳» - (۲:۲۵)

### نسخهٔ سی‌دی سال ۱۹۸۸
1. «سایهٔ مهتاب» (نسخهٔ طولانی) - (۵:۱۸)
2. «مناسک بشری» - (۲:۲۱)
3. «به فرانسه» - (۴:۴۴)
4. «گاردنیای جنگلی» - (۲:۴۴)

### نسخهٔ سی‌دی سال ۱۹۹۳
1. «سایهٔ مهتاب» - (۳:۳۵)
2. «سایهٔ مهتاب» (نسخهٔ طولانی) - (۵:۱۸)
3. «در استخر» - (۳:۴۰)
4. «استخوان‌ها» - (۳:۱۹)

## موقعیت در جدول‌های فروش

### جدول‌های هفتگی
| چارت (۱۹۸۳)                   | بالاترین جایگاه |
| ----------------------------- | --------------- |
| کنت میوزیک ریپورت استرالیا    | ۶               |
| او۳ تاپ ۴۰ اتریش              | ۱               |
| اولتراتاپ بلژیک (فلاندرز)     | ۱               |
| یوروچارت هات ۱۰۰              | ۱               |
| آی‌اف‌اوپی فرانسه               | ۳               |
| انجمن صنعت ضبط ایرلند         | ۱               |
| فدراسیون صنعت موسیقی ایتالیا  | ۴               |
| ۴۰ آهنگ برتر هلند             | ۲               |
| ۱۰۰ تک‌آهنگ برتر هلند          | ۱               |
| انجمن صنعت ضبط نیوزیلند       | ۳               |
| وی‌جی-لیستای نروژ              | ۱               |
| سازنده‌های موسیقی اسپانیا      | ۱               |
| فهرست برترین‌های سوئد          | ۱               |
| جدول موسیقی سوئیس             | ۱               |
| جدول تک‌آهنگ‌های بریتانیا       | ۴               |
| جی‌اف‌کی انترتینمنت چارتس آلمان | ۲               |